# Lithurgus fortis
Lithurgus fortis är en biart som beskrevs av Cockerell 1929. Lithurgus fortis ingår i släktet Lithurgus och familjen buksamlarbin. Inga underarter finns listade i Catalogue of Life.